# Feminnem

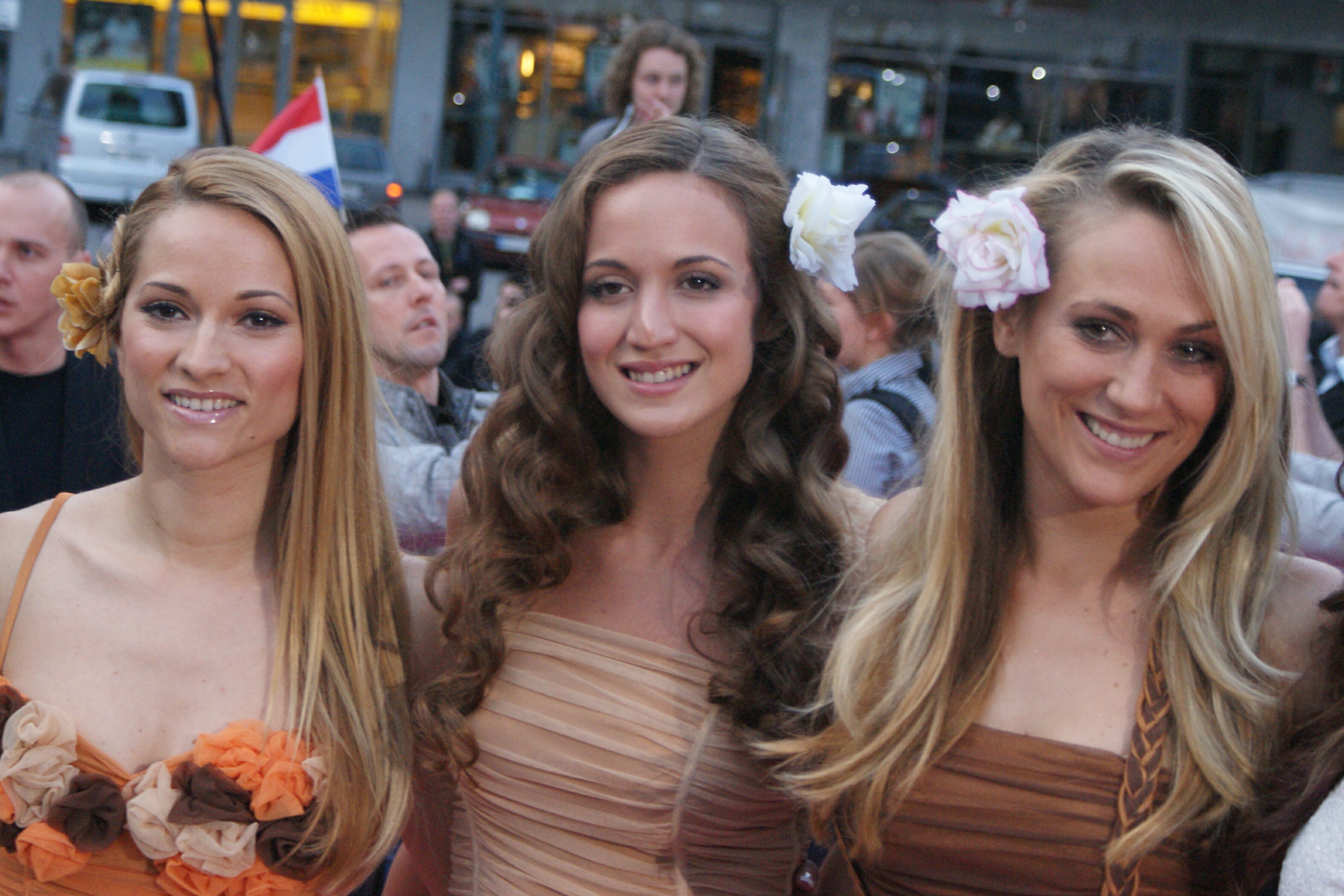
Feminnem vid Eurovision Song Contest 2010 i Oslo.

Feminnem är en musikgrupp bestående av Pamela Ramljak (född 1979 i Čapljina, Bosnien-Hercegovina), Neda Parmać (född 1985 i Ploče, Kroatien) och Nika Antolos (född 1989 i Rijeka, Kroatien). Ploče och Čapljina ligger 30 kilometer från varandra.
Både Pamela och Neda deltog i den kroatiska upplagan av Idols 2004 varefter de bildade gruppen tillsammans med Ivana Marić och gav ut första singeln Volim te, mrzim te. Efter att Ivana Marić hoppat av för att satsa på solokarriären har den tredje medlemmen i gruppen byts ut två gånger. År 2009 förenades Nika med tjejgruppen och trion vart återigen sluten. I februari 2012 kom det ut att gruppen splittrats då medlemmarna ville satsa på sina solokarriärer.

## Eurovision Song Contest
Gruppen valdes som representanter för Bosnien-Hercegovina i Eurovision Song Contest 2005 i Kiev. Bidraget Call Me, skriven av Andrej Babić, är en schlagerlåt som för tankarna till Abba:s sound och i den officiella musikvideon parodierar gruppen Abba:s skivomslag. Likaså använde de sig i videon av klipp från Eurovision Song Contests historia och klippet "Hello Copenhagen" blev minnesvärt. Vid framträdandet i finalen i Kiev avslutade gruppen sitt framträdande med att utbrista samma fras. Efter omröstningen slutade Feminnem på 14:e plats av 24 tävlande.
Både 2007 och 2009 ställde Feminnem upp i den kroatiska uttagningen DORA, men lyckades inte vinna. 2010 var de tillbaka i DORA och framförde balladen Lako je sve, med vilken de vann tävlingen och de representerade därmed Kroatien i Eurovision Song Contest i Oslo. Där deltog de i den andra semifinalen den 27 maj 2010. De var storfavoriter men de lyckades dock inte ta sig till finalen den 29 maj. De slutade på 13:e plats av de 17 tävlande, där de tio bästa gick vidare till final.

## Diskografi
- Feminnem show (2005)